# Popis hrvatskih veleposlanika u Saudijskoj Arabiji
Republika Hrvatska i Kraljevina Saudijska Arabija održavaju diplomatske odnose od 8. lipnja 1995. Sjedište veleposlanstva je u Kairu.

## Veleposlanici
Hrvatska nema rezidentno veleposlanstvo u Saudijskoj Arabiji. 
Veleposlanstvo Republike Hrvatske u Arapskoj Republici Egipat pokriva Bahrein, Džibuti, Eritreja, Etiopiju, Irak, Jemen, Jordan, Libanon, Saudijsku Arabiju, Siriju, Sudan i UAE.
| Veleposlanik     | Postavljenje     | Opoziv              | Sjedište |
| ---------------- | ---------------- | ------------------- | -------- |
| Drago Štambuk    | 13. rujna 1999.  | 31. listopada 2000. | Kairo    |
| Ivica Tomić      | 7. veljače 2002. | 14. studenoga 2005. | Kairo    |
| Tomislav Bošnjak | 20. lipnja 2013. | 12. kolovoza 2017.  | Doha     |

## Vanjske poveznice
- Saudijska Arabija na stranici MVEP-a